# Gornje Suhotno
Gornje Suhotno (cyr. Горње Сухотно) – wieś w Serbii, w okręgu niszawskim, w gminie Aleksinac. W 2011 roku liczyła 246 mieszkańców.